# 酒井忠世
酒井 忠世（さかい ただよ）は、江戸時代初期の大名。江戸幕府の老中、大老。上野国那波藩主、伊勢崎藩主を経て厩橋藩の第2代藩主。雅楽頭系酒井家7代。
後世に成立した新井白石『藩翰譜』や『武野燭談』などの史料から、土井利勝や青山忠俊とともに家光が師事したとされる「三臣師傅説」に数えられている。

## 略歴
酒井重忠の長男として三河国西尾（現在の愛知県西尾市）に生まれる。徳川家康に仕え、天正16年（1588年）には後陽成天皇の聚楽第行幸に供奉し、4月2日、従五位下に叙され、右兵衛大夫を称す。天正18年（1590年）1月に家康の嫡男・秀忠が豊臣秀吉に初見目した際に腰物役を務める。家康が関東へ入府すると父・重忠とは別に、武蔵国川越領において5千石を与えられる。以後は秀忠に付き家老職となり、秀吉の朝鮮出兵では肥前国名護屋城に在陣する。慶長5年（1600年）の関ヶ原の戦いでは6月の会津征伐、7月に第二次上田合戦に従う。同6年（1601年）、上野国那波郡において1万石を与えられる。
慶長10年（1605年）に将軍職を譲られた秀忠付きの筆頭年寄となり、在京料として近江国栗太・蒲生・野洲三郡のうちにおいて5千石を加増される。慶長12年（1607年）7月には駿府城へ移った家康を賀し、雅楽頭に任じられる。慶長14年（1609年）2月、上野国善養寺領において5千石を加増される。大坂の陣では秀忠の旗本を務める。元和2年（1616年）8月、上野国勢多郡大胡、佐位郡伊勢崎において3万2千石を加増される。元和3年（1617年）7月、父が死去して遺領の厩橋3万3千石を継ぎ、それまでの領地と併せて8万5千石となる。元和5年（1619年）10月、上野国碓氷郡里見領において1万石を加増される。元和8年（1622年）12月、上野国緑野郡藤岡、武蔵国榛沢郡において2万6千石を加増され、後に新田と併せて12万2千5百石余となる。元和9年（1623年）、秀忠の嫡子である竹千代（徳川家光）の世継が確定すると、家光付きの家老のうち死没していた内藤清次の席を埋めるかたちで、従弟の忠勝とともに家光付きの年寄衆に加わる。なお、秀忠付きの年寄は井上正就と永井尚政によって埋められた。

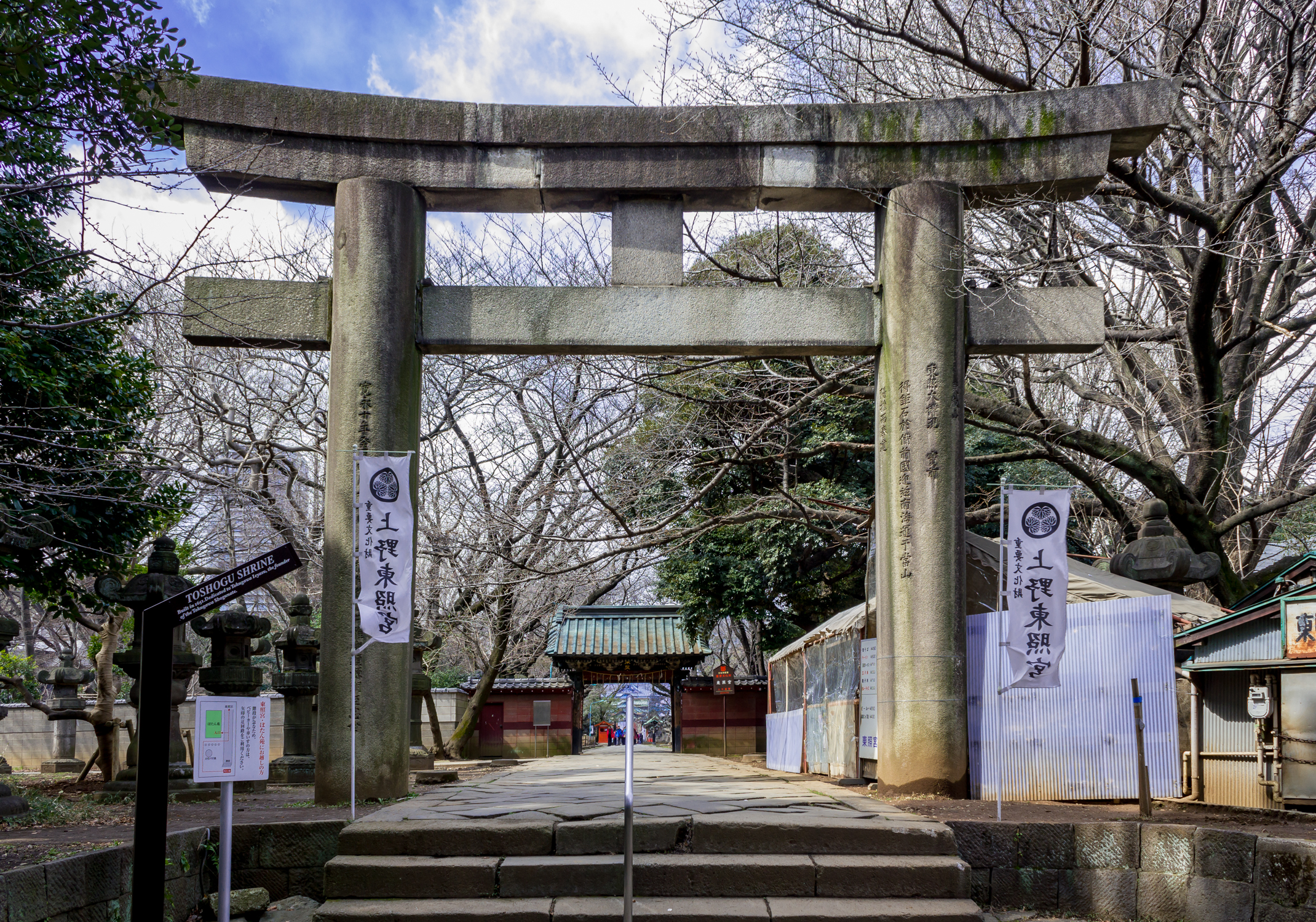
寛永10年（1633年）に酒井忠世が上野東照宮へ寄進した大石鳥居（重要文化財）。

寛永3年（1626年）、家光の上洛に供奉し、8月19日、従四位下に昇り、9月19日、侍従に任ぜられた。寛永9年（1632年）5月に松平康長の後任として西の丸留守居となり、江戸城大橋外から家臣を引き連れて旧秀忠屋敷である西の丸へ移る。7月に家光が増上寺へ詣でた際に中風を起こして倒れ、家光から養生を命じられる。幕政には復帰しているが、寛永11年（1634年）6月、家光が30万の大軍を率いて上洛した際に、7月に西の丸が火災で焼失する事態が起こり、忠世は報をうけた家光の命により寛永寺に退去し、失脚する。徳川御三家からの赦免要請もあり、寛永11年12月には登城が許され、翌12年2月に家光は忠世を面謁、5月には西の丸番に復職するが、老中職からは退けられた。寛永13年（1636年）3月に大老に任じられたが、まもなく没した（享年65）。
跡を継いだ長男の忠行もその8か月後に後を追うように亡くなったため、嫡孫の忠清が家督を継いだ。

## 登場作品
- 『春の坂道』（NHK大河ドラマ、1971年）演：石濱朗
- 『柳生一族の陰謀』（関西テレビ、1978年）演：増田順司
- 『江戸っ子祭－太助・家光・彦左－』（フジテレビ、1981年）演：芝本正
- 『魔界転生』（東映、1981年）演：内田朝雄
- 『柳生新陰流』（テレビ東京、1982年）演：山岡徹也
- 『大奥』（関西テレビ、1983年）演：瑳川哲朗
- 『真田太平記』（NHK、1985年）演：瑳川哲朗
- 『風雲江戸城　怒涛の将軍徳川家光』（テレビ東京、1987年）演：中村錦司
- 『春日局』（NHK大河ドラマ、1989年）演：宗近晴見
- 『柳生武芸帳』（日本テレビ、1990年）演：菅貫太郎
- 『葵 徳川三代』（NHK大河ドラマ、2000年）演：岩崎ひろし